# 12185 Gasprinskij
12185 Gasprinskij este un asteroid din centura principală de asteroizi.

## Descriere
12185 Gasprinskij este un asteroid din centura principală de asteroizi. A fost descoperit pe 24 septembrie 1976 la Observatorul de Astrofizică din Crimeea de Nikolai Cernîh. Asteroidul prezintă o orbită caracterizată de o semiaxă mare de 2,74 ua, o excentricitate de 0,09 și o înclinație de 5,5° în raport cu ecliptica.